# Draft 2006 de la NBA
2005 2007
La draft 2006 de la NBA est la 60e draft annuelle de la National Basketball Association (NBA), se déroulant en amont de la saison 2006-2007. Elle s'est tenue le 28 juin 2006 au Théâtre du Madison Square Garden à New York. La draft a été diffusée aux États-Unis sur ESPN et dans 202 pays à travers le monde. Un total de 60 joueurs ont été sélectionnés en 2 tours.
Lors de cette draft, les équipes de la National Basketball Association (NBA) pouvaient sélectionner des joueurs issus de NCAA et d'autres joueurs de ligues étrangères.
La loterie pour désigner la franchise qui choisit en première un joueur, consiste en une loterie pondérée : parmi les équipes non qualifiées en playoffs, les chances de remporter le premier choix sont de 25% pour la plus mauvaise équipe, et de 0,5% pour la « moins mauvaise », où chaque équipe se voit confier aléatoirement 250 à 5 combinaisons différentes.
Andrea Bargnani, sélectionné en première position par les Raptors de Toronto, est le deuxième joueur de l'histoire à avoir été sélectionné en première position sans avoir d'expérience sur le territoire américain. Brandon Roy, sixième choix de draft, sélectionné par les Trail Blazers de Portland, est élu NBA Rookie of the Year à l'issue de la saison.

## Règles d'éligibilité
Contrairement aux drafts précédentes, les joueurs de lycée n'étaient pas éligibles. La nouvelle convention collective entre la ligue et le syndicat des joueurs a établi un nouvel âge limite pour être éligible à la draft:
- Tous les joueurs draftés, sans distinction de nationalité, doivent être nés avant le 31 décembre 1987 (ils doivent donc avoir 19 ans l'année de la draft).
- Les joueurs américains doivent être à au moins une année de leur diplôme du lycée.

Les joueurs avaient jusqu'au 29 avril pour se déclarer pour la draft. Un joueur qui ne s'était pas déjà retiré de la draft et qui n'avait pas signé avec un agent avait jusqu'au 18 juin pour se retirer de la draft et pouvoir être de nouveau éligible à l'université.

## Loterie
La loterie a eu lieu le 23 mai 2006 à Secaucus, New Jersey. Lors de la draft, les 14 équipes qui ne se sont pas qualifiées pour les playoffs 2006 sont sélectionnées pour les 14 premiers choix de la draft dans l'ordre inverse de leur classement en saison régulière, excepté pour les trois premiers, qui sont sélectionnés par la loterie. Statistiquement, l'équipe avec le plus mauvais bilan a la meilleure chance d'avoir le premier choix, l'équipe avec le second plus mauvais bilan a le second choix et ainsi de suite. Après la liste des trois premiers choix, les 27 autres premiers choix de la draft sont assignés aux autres équipes : les choix numéro 4 à 14 sont assignés aux autres équipes non qualifiées en play-offs (seules ces équipes participent à la loterie pour les trois premiers choix) dans l'ordre inverse de leur bilan, et les choix 15 à 30 sont assignés au reste des équipes NBA, dans l'ordre inverse (ainsi, l'équipe avec le meilleur bilan aura le 30e choix). Le deuxième tour consiste aussi à choisir 30 joueurs ; les équipes choisissent dans l'ordre inverse de leur bilan lors de ce second tour. La loterie concerne seulement le premier tour ; l'équipe avec le plus mauvais bilan a le premier choix au second tour.

### Équipes dans la loterie
Les équipes suivantes sont « qualifiées » pour la loterie de la draft car non qualifiées pour les playoffs. La NBA établit une liste. Dans certains cas, les équipes en question transfèrent leur choix de premier tour à une autre équipe.
Voici les probabilités pour chaque équipe d'avoir des choix pour la loterie 2006.
| ^ | Signale le résultat de la loterie |

| Équipe                         | Chances | Choix | Choix | Choix | Choix | Choix | Choix | Choix  | Choix | Choix | Choix | Choix | Choix | Choix | Choix |
| Équipe                         | Chances | 1er   | 2e    | 3e    | 4e    | 5e    | 6e    | 7e     | 8e    | 9e    | 10e   | 11e   | 12e   | 13e   | 14e   |
| ------------------------------ | ------- | ----- | ----- | ----- | ----- | ----- | ----- | ------ | ----- | ----- | ----- | ----- | ----- | ----- | ----- |
| Trail Blazers de Portland      | 250     | 25,0% | 21,5% | 17,7% | 35,8% |       |       |        |       |       |       |       |       |       |       |
| Knicks de New York             | 199     | 19,9% | 18,8% | 17,1% | 31,9% | 12,4% |       |        |       |       |       |       |       |       |       |
| Bobcats de Charlotte           | 138     | 13,8% | 14,2% | 14,5% | 23,8% | 29,0% | 4,5%  |        |       |       |       |       |       |       |       |
| Hawks d'Atlanta                | 137     | 13,7% | 14,2% | 14,5% | 8,5%  | 32,3% | 15,6% | 1,3%   |       |       |       |       |       |       |       |
| Raptors de Toronto             | 88      | 8,8%  | 9,6%  | 10,6% |       | 26,2% | 35,9% | 8,4%   | 4,0%  |       |       |       |       |       |       |
| Timberwolves du Minnesota      | 53      | 5,3%  | 6,0%  | 7,0%  |       |       | 44,0% | 33,0%  | 4,5%  | 1,0%  |       |       |       |       |       |
| Celtics de Boston              | 53      | 5,3%  | 6,0%  | 7,0%  |       |       |       | 57,3,% | 22,6% | 18,0% |       |       |       |       |       |
| Rockets de Houston             | 23      | 2,3%  | 2,7%  | 3,2%  |       |       |       |        | 72,5% | 18,4% | 9,0%  |       |       |       |       |
| Warriors de Golden State       | 22      | 2,2%  | 2,6%  | 3,1%  |       |       |       |        |       | 79,7% | 12,1% | 4,0%  |       |       |       |
| SuperSonics de Seattle         | 11      | 1,1%  | 1,3%  | 1,6%  |       |       |       |        |       |       | 87,0% | 8,9%  | 2,0%  |       |       |
| Magic d'Orlando                | 8       | 0,8%  | 0,9%  | 1,2%  |       |       |       |        |       |       |       | 90,8% | 6,3%  | 1,0%  |       |
| Hornets de La Nouvelle-Orléans | 7       | 0,7%  | 0,8%  | 1,0%  |       |       |       |        |       |       |       |       | 93,5  | 3,9%  |       |
| 76ers de Philadelphie          | 6       | 0,6%  | 0,7%  | 0,9%  |       |       |       |        |       |       |       |       |       | 96,0% | 1,8%  |
| Jazz de l'Utah                 | 5       | 0,5%  | 0,6%  | 0,7%  |       |       |       |        |       |       |       |       |       |       | 98,2% |

## Draft

### Premier tour
| ^ | Signale un joueur qui a été intronisé au Basketball Hall of Fame                                                                |
| * | Signale un joueur qui a été sélectionné pour au moins un match annuel NBA All-Star Game et une récompense annuelle All-NBA Team |
| + | Signale un joueur qui a été sélectionné pour au moins un match annuel NBA All-Star Game                                         |
| R | Signale le joueur qui a remporté le titre de NBA Rookie of the Year                                                             |

| Choix | Nom                | Position       | Nationalité | Équipe                                                                      | Provenance                        |
| ----- | ------------------ | -------------- | ----------- | --------------------------------------------------------------------------- | --------------------------------- |
| 1     | Andrea Bargnani    | Ailier fort    | Italie      | Raptors de Toronto                                                          | Benetton Trévise (Italie)         |
| 2     | LaMarcus Aldridge* | Ailier fort    | États-Unis  | Bulls de Chicago (de New York, transféré à Portland)                        | Texas Longhorns                   |
| 3     | Adam Morrison      | Ailier         | États-Unis  | Bobcats de Charlotte                                                        | Gonzaga Bulldogs                  |
| 4     | Tyrus Thomas       | Ailier         | États-Unis  | Trail Blazers de Portland (transféré à Chicago)                             | LSU Tigers                        |
| 5     | Shelden Williams   | Ailier fort    | États-Unis  | Hawks d'Atlanta                                                             | Blue Devils de Duke               |
| 6     | Brandon Roy* R     | Arrière        | États-Unis  | Timberwolves du Minnesota (transféré à Portland)                            | Washington Huskies                |
| 7     | Randy Foye         | Arrière        | États-Unis  | Celtics de Boston (transféré à Minnesota via Portland)                      | Villanova Wildcats                |
| 8     | Rudy Gay           | Ailier         | États-Unis  | Rockets de Houston (transféré à Memphis)                                    | Connecticut Huskies               |
| 9     | Patrick O'Bryant   | Pivot          | États-Unis  | Warriors de Golden State                                                    | Bradley University                |
| 10    | Mouhamed Sene      | Pivot          | Sénégal     | SuperSonics de Seattle                                                      | RBC Verviers-Pepinster (Belgique) |
| 11    | J. J. Redick       | Arrière        | États-Unis  | Magic d'Orlando                                                             | Blue Devils de Duke               |
| 12    | Hilton Armstrong   | Ailier fort    | États-Unis  | Hornets de La Nouvelle-Orléans/Oklahoma City                                | Connecticut Huskies               |
| 13    | Thabo Sefolosha    | Arrière        | Suisse      | 76ers de Philadelphie (transféré à Chicago)                                 | Pallacanestro Biella (Italie)     |
| 14    | Ronnie Brewer      | Arrière Ailier | États-Unis  | Jazz de l'Utah                                                              | Arkansas Razorbacks               |
| 15    | Cedric Simmons     | Ailier fort    | États-Unis  | Hornets de La Nouvelle-Orléans/Oklahoma City (de Milwaukee)                 | North Carolina State Wolfpack     |
| 16    | Rodney Carney      | Ailier         | États-Unis  | Bulls de Chicago (transféré à Philadelphia)                                 | Memphis Tigers                    |
| 17    | Shawne Williams    | Ailier         | États-Unis  | Pacers de l'Indiana                                                         | Memphis Tigers                    |
| 18    | Oleksiy Petcherov  | Ailier fort    | Ukraine     | Wizards de Washington                                                       | Paris Basket Racing (France)      |
| 19    | Quincy Douby       | Arrière        | États-Unis  | Kings de Sacramento                                                         | Rutgers Scarlet Knights           |
| 20    | Renaldo Balkman    | Ailier         | États-Unis  | Knicks de New York (de Denver via Toronto et les New Jersey)                | South Carolina Gamecocks          |
| 21    | Rajon Rondo*       | Meneur         | États-Unis  | Suns de Phoenix (des L.A. Lakers via Boston et Atlanta, transféré à Boston) | Kentucky Wildcats                 |
| 22    | Marcus Williams    | Meneur         | États-Unis  | Nets du New Jersey (des L.A. Clippers via Orlando et Denver)                | Connecticut Huskies               |
| 23    | Josh Boone         | Ailier fort    | États-Unis  | Nets du New Jersey                                                          | Connecticut Huskies               |
| 24    | Kyle Lowry*        | Meneur         | États-Unis  | Grizzlies de Memphis                                                        | Villanova Wildcats                |
| 25    | Shannon Brown      | Arrière        | États-Unis  | Cavaliers de Cleveland                                                      | Michigan State Spartans           |
| 26    | Jordan Farmar      | Meneur         | États-Unis  | Lakers de Los Angeles (de Miami)                                            | UCLA Bruins                       |
| 27    | Sergio Rodríguez   | Meneur         | Espagne     | Suns de Phoenix (transféré à Portland)                                      | Adecco Estudiantes (Espagne)      |
| 28    | Maurice Ager       | Arrière        | États-Unis  | Mavericks de Dallas                                                         | Michigan State Spartans           |
| 29    | Mardy Collins      | Meneur         | États-Unis  | Knicks de New York (de San Antonio)                                         | Temple Owls                       |
| 30    | Joel Freeland      | Ailier fort    | Angleterre  | Trail Blazers de Portland (de Detroit)                                      | CB Gran Canaria (Espagne)         |

### Deuxième tour
| Choix | Nom                      | Position    | Nationalité        | Équipe                                                  | Provenance                          |
| ----- | ------------------------ | ----------- | ------------------ | ------------------------------------------------------- | ----------------------------------- |
| 31    | James White              | Arrière     | États-Unis         | Trail Blazers de Portland (de Indiana Pacers)           | Cincinnati Bearcats                 |
| 32    | Steve Novak              | Ailier      | États-Unis         | Rockets de Houston (de New York Knicks)                 | Marquette Golden Eagles             |
| 33    | Solomon Jones            | Pivot       | États-Unis         | Hawks d'Atlanta                                         | South Florida Bulls                 |
| 34    | Paul Davis               | Pivot       | États-Unis         | Clippers de Los Angeles (de Charlotte)                  | Michigan State Spartans             |
| 35    | P. J. Tucker             | Ailier      | États-Unis         | Raptors de Toronto                                      | Texas Longhorns                     |
| 36    | Craig Smith              | Ailier fort | États-Unis         | Timberwolves du Minnesota (de Boston)                   | Boston College Eagles               |
| 37    | Bobby Jones              | Ailier      | États-Unis         | Timberwolves du Minnesota (transféré à Philadelphie)    | Washington Huskies                  |
| 38    | Kosta Perović            | Pivot       | Serbie             | Warriors de Golden State                                | Partizan Belgrade (Serbie)          |
| 39    | David Noel               | Ailier      | États-Unis         | Bucks de Milwaukee (de Houston)                         | North Carolina Tar Heels            |
| 40    | Denham Brown             | Ailier      | Canada             | SuperSonics de Seattle                                  | Connecticut Huskies                 |
| 41    | James Augustine          | Ailier fort | États-Unis         | Magic d'Orlando                                         | Illinois Fighting Illini            |
| 42    | Daniel Gibson            | Meneur      | États-Unis         | Cavaliers de Cleveland (de Philadelphie)                | Texas Longhorns                     |
| 43    | Marcus Vinicius de Souza | Ailier      | Brésil             | Hornets de La Nouvelle-Orléans/Oklahoma City            | Objetivo São Carlos (Brésil)        |
| 44    | Lior Eliyahu             | Ailier fort | Israël             | Magic d'Orlando (à Houston Rockets via Milwaukee Bucks) | Hapoël Galil Elyon (Israël)         |
| 45    | Alexander Johnson        | Ailier fort | États-Unis         | Pacers de l'Indiana (à Memphis via Portland)            | Florida State Seminoles             |
| 46    | Dee Brown                | Arrière     | États-Unis         | Jazz de l'Utah (de Chicago)                             | Illinois Fighting Illini            |
| 47    | Paul Millsap+            | Ailier fort | États-Unis         | Jazz de l'Utah                                          | Louisiana Tech Bulldogs             |
| 48    | Vladimir Veremeenko      | Ailier fort | Biélorussie        | Wizards de Washington                                   | Dynamo Saint-Petersbourg (Russie)   |
| 49    | Leon Powe                | Ailier fort | États-Unis         | Nuggets de Denver (à Boston)                            | California Golden Bears             |
| 50    | Ryan Hollins             | Pivot       | États-Unis         | Bobcats de Charlotte (de Sacramento)                    | UCLA Bruins                         |
| 51    | Cheikh Samb              | Pivot       | Sénégal            | Lakers de Los Angeles (à Detroit)                       | WTC Cornellà (Espagne)              |
| 52    | Guillermo Díaz           | Arrière     | Porto Rico         | Clippers de Los Angeles                                 | Miami Hurricanes                    |
| 53    | Yotam Halperin           | Meneur      | Israël             | SuperSonics de Seattle (de Memphis)                     | Union Olimpija (Slovénie)           |
| 54    | Hassan Adams             | Arrière     | États-Unis         | Nets du New Jersey                                      | Arizona Wildcats                    |
| 55    | Ejike Ugboaja            | Ailier fort | Nigeria            | Cavaliers de Cleveland                                  | Union Bank Lagos (Nigéria)          |
| 56    | Edin Bavčić              | Pivot       | Bosnie-Herzégovine | Raptors de Toronto (de Miami) (à Philadelphie)          | ASA BH Telecom (Bosnie-Herzégovine) |
| 57    | Loukás Mavrokefalídis    | Pivot       | Grèce              | Timberwolves du Minnesota (de Phoenix)                  | PAOK Salonique (Grèce)              |
| 58    | J. R. Pinnock            | Arrière     | États-Unis Panama  | Mavericks de Dallas (à L.A Lakers)                      | George Washington University        |
| 59    | Damir Markota            | Ailier      | Croatie            | Spurs de San Antonio (à Milwaukee)                      | KK Cibona (Croatie)                 |
| 60    | Will Blalock             | Meneur      | États-Unis         | Pistons de Détroit                                      | Iowa State Cyclones                 |

## Le record de l'université de Connecticut
L'Université du Connecticut égale le record de 4 joueurs sélectionnés au premier tour. Ces joueurs sont Hilton Armstrong, Josh Boone, Rudy Gay et Marcus Williams. Ce record était alors détenu par Duke en 1999 avec William Avery, Elton Brand, Trajan Langdon et Corey Maggette, ainsi que North Carolina avec Raymond Felton, Sean May, Rashad McCants et Marvin Williams en 2005.
Lorsque Denham Brown fut choisi au second tour par Seattle, UConn devint la première université à avoir placé cinq joueurs lors des deux premiers tours d'une draft.

## Joueurs notables non draftés
| Nom               | Position           | Nationalité     | Provenance               |
| ----------------- | ------------------ | --------------- | ------------------------ |
| Louis Amundson    | Ailier             | États-Unis      | UNLV                     |
| J. J. Barea       | Meneur             | Porto Rico      | Northeastern             |
| Chris Copeland    | Ailier Ailier fort | États-Unis      | Colorado                 |
| Jorge Garbajosa   | Ailier             | Espagne         | Unicaja Málaga (Espagne) |
| Thomas Gardner    | Arrière            | États-Unis      | Missouri                 |
| Eric Hicks        | Ailier             | États-Unis      | Cincinnati               |
| Daniel Horton     | Meneur Arrière     | États-Unis      | Michigan                 |
| Tarence Kinsey    | Arrière            | États-Unis      | South Carolina           |
| Pops Mensah-Bonsu | Ailier fort        | Royaume-Uni     | George Washington        |
| Allan Ray         | Arrière Meneur     | États-Unis      | Villanova                |
| Steven Smith      | Ailier fort        | États-Unis      | La Salle                 |
| Curtis Stinson    | Meneur Arrière     | États-Unis      | Iowa State               |
| C. J. Watson      | Meneur             | États-Unis      | Tennessee                |
| Ilian Evtimov     | Ailier fort        | Bulgarie France | North Carolina State     |